# Лопатинка (Третьяковський район)
Лопа́тинка (рос. Лопатинка) — селище у складі Третьяковського району Алтайського краю, Росія. Входить до складу Єкатерининської сільської ради.

## Населення
Населення — 102 особи (2010; 133 у 2002).
Національний склад (станом на 2002 рік):
- росіяни — 93 %